# 佩尔瑟内日
佩尔瑟内日（法語：Perceneige，法語發音：[pɛʁsənɛʒ]）是法国勃艮第-弗朗什-孔泰大区约讷省的一个市镇，位于该省北部，和塞纳-马恩省接壤，属于桑斯区。

## 地理
佩尔瑟内日（48°21'10"N, 3°24'27"E）面积60.99 平方千米，位于法国勃艮第-弗朗什-孔泰大區约讷省，该省份为法国中北部内陆省份，西接卢瓦雷省，西北接塞纳-马恩省，南至涅夫勒省，东临科多尔省，东北与奥布省接壤。
与佩尔瑟内日接壤的市镇（或旧市镇、城区）包括：拉卢普蒂耶尔-泰纳尔、特赖内勒、特朗科、巴比、小维勒诺克斯、帕伊、拉波斯托勒、圣莫里斯-欧里什奥姆、奥勒斯河畔托里尼。

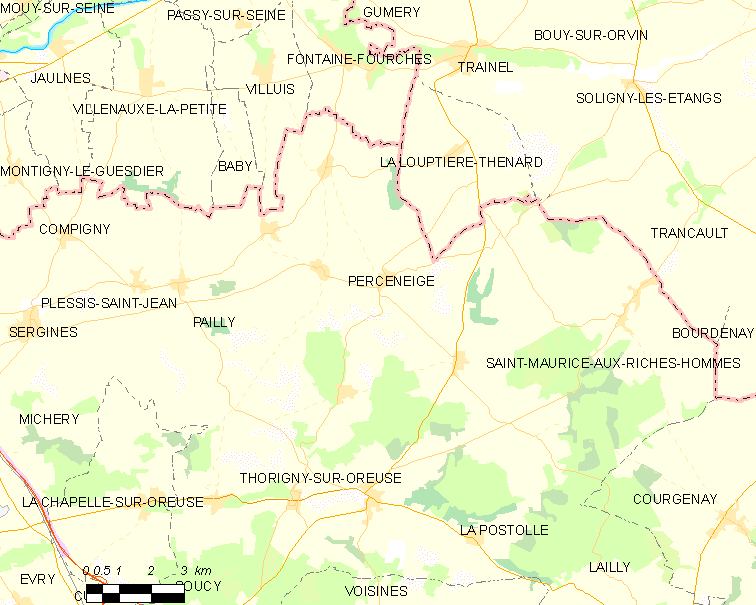
佩尔瑟内日的OSM定位图

佩尔瑟内日的时区为UTC+01:00、UTC+02:00（夏令时）。

## 行政
佩尔瑟内日的邮政编码为89260，INSEE市镇编码为89469。

## 政治
佩尔瑟内日所属的省级选区为奥勒斯河畔托里尼县。

## 人口

1962-2008年间佩尔瑟内日人口变化图示

佩尔瑟内日于2022年1月1日时的人口数量为952人。